# 徳島県文化賞
徳島県文化賞（とくしまけんぶんかしょう）は、徳島県が毎年行っている芸術文化に関する表彰である。同県の文芸、美術工芸、書、舞台芸術など、芸術文化の向上発展に顕著な功績のあった者に贈呈され、その功績を顕彰している。2005年以降は、今後の活躍が期待される若手が対象の「阿波文化創造賞」が制定され、同時発表される。

## 受賞者
| 第     | 年     | 受賞者              | 功績                                                        |
| ------ | ------ | ------------------- | ----------------------------------------------------------- |
| 第1回  | 1975年 | 黒田嘉一郎 坂口あさ | 文化団体の指導者。 華道・茶道の普及と婦人文化運動の指導者。 |
| 第2回  | 1976年 | 四代巳之助          | 日本の文楽人形頭つくりの第一人者。                          |
| 第3回  | 1977年 | 三田華子            | 郷土徳島をテーマにした文芸活動。                            |
| 第4回  | 1978年 | 櫻木秀夫            | 美術の普及発表と芸術文化活動の推進者。                      |
| 第5回  | 1979年 | 河野太郎            | 美術の普及発表と芸術文化活動の推進者。                      |
| 第6回  | 1980年 | 小坂奇石            | 書壇に優れた業績をあげた第一人者。                          |
| 第7回  | 1981年 | 宮本光庸            | 彫刻界の第一人者。                                          |
| 第8回  | 1982年 | 富永眉峰            | 徳島県の書道発展に大きく貢献。                              |
| 第9回  | 1983年 | 保科千代次          | 歌壇の発展と芸術文化活動の推進者。                          |
| 第10回 | 1984年 | 林雲渓              | 南画に優れた功績を挙げた第一人者。                          |
| 第11回 | 1985年 | 坂東文夫            | 徳島県の彫刻の発展に大きく貢献。                            |
| 第12回 | 1986年 | 武原はん            | 日本舞踊に優れた業績をあげられた地唄舞の第一人者。          |
| 第13回 | 1987年 | 吹田文明            | 日本の版画界の第一人者。                                    |
| 第14回 | 1988年 | 田中双鶴            | 徳島県の書道教育の第一人者。                                |
| 第15回 | 1989年 | 桧瑛司              | 現代創作舞踊の振興・発展。                                  |
| 第16回 | 1990年 | 多田小餘綾          | 阿波踊りの「よしこの」の普及。                              |
| 第17回 | 1991年 | 三木稔              | 徳島県の誇る芸術家として県の芸術文化に貢献。                |
| 第18回 | 1992年 | 久米惣七            | 阿波人形芝居の研究と後進の育成に貢献。                      |
| 第19回 | 1993年 | 井口貞夫            | 地方文化の振興・発展に寄与。                                |
| 第20回 | 1994年 | 瀬戸内寂聴          | 徳島の芸術文化の向上に寄与。                                |
| 第21回 | 1995年 | 春名完二            | 徳島県の県民文化の振興・発展に寄与。                        |
| 第22回 | 1996年 | 佐野比呂志          | 芸術文化の振興発展に寄与。                                  |
| 第23回 | 1997年 | 西川喜世治          | 徳島県の日舞の発展に寄与。                                  |
| 第24回 | 1998年 | 立木義浩            | 徳島県の写真界の発展に寄与。                                |
| 第25回 | 1999年 | 小島章司            | 現代舞踊に貢献。                                            |
| 第26回 | 2000年 | 河合恒治            | 文芸に貢献。                                                |
| 第27回 | 2001年 | 長尾弘子            | 日本画に貢献。                                              |
| 第28回 | 2002年 | 鈴木漠              | 現代詩の文芸に貢献。                                        |
| 第29回 | 2003年 | 斎藤祥郎            | 短歌の普及発展に貢献。                                      |
| 第30回 | 2004年 | 吉森章夫            | 合唱の普及発展に貢献。                                      |
| 第31回 | 2005年 | 天野義雄            | 邦楽の普及発展に貢献。                                      |
| 第32回 | 2006年 | 河崎良行            | 彫刻の振興発展に貢献。                                      |
| 第33回 | 2007年 | 東條淑恵            | 邦楽の普及発展に貢献。                                      |
| 第34回 | 2008年 | 田村恒夫            | 阿波木偶制作の普及と発展に寄与。                            |
| 第35回 | 2009年 | 上崎暮潮            | 県内の文芸活動の活性化に長年尽力。                          |
| 第36回 | 2010年 | 島田輝記            | 県内の舞踊文化発展に長年尽力。                              |
| 第37回 | 2011年 | 埴渕美奈子          | 手工芸の普及発展に長年尽力。                                |
| 第38回 | 2012年 | 徳島少年少女合唱団  | 少年少女合唱を通じて、文化振興、国際交流に長年尽力。        |
| 第39回 | 2013年 | 徳島交響楽団        |                                                             |
| 第40回 | 2014年 | 吉成正一            | 写真を通して徳島の郷土芸能を広く紹介。                      |
| 第41回 | 2015年 | 山下博之            | 文芸活動の普及・振興                                        |
| 第42回 | 2016年 | 坂本三千一          | 美術・デザイン分野において、普及・振興に尽力                |
| 第43回 | 2017年 | 小栗加代子          | パッチワーク部門におきまして普及、振興に尽力                |
| 第44回 | 2018年 | 浅香寿穂            | 演劇分野の普及振興に尽力                                    |
| 第45回 | 2019年 | 濱田恒子            | 華道・茶道、その普及・発展に尽力                            |
| 第46回 | 2020年 | 竹宮惠子            |                                                             |
| 第47回 | 2021年 | 森惠子              |                                                             |